# Неаполитанский секстаккорд

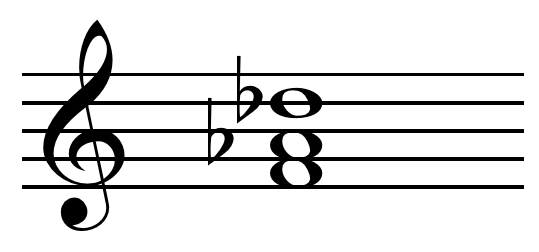
Неаполитанский секстаккорд в до мажоре или до миноре

Неаполитанский секстаккорд, неаполитанская гармония ― мажорный аккорд, который строится на второй низкой ступени мажорного или минорного звукоряда.

## Краткая характеристика
В европейской классической музыке неаполитанский аккорд часто встречается в виде секстаккорда, построенного на субдоминанте. 
Данный аккорд является аккордом второй пониженной ступени (или минорная субдоминанта с малой секстой вместо квинты).
Может выполнять функцию субдоминанты.
Строится в натуральном миноре и в гармоническом мажоре (с пониженной 6 ступенью).
Например, в тональностях до мажор и до минор неаполитанский секстаккорд будет включать в себя ноты фа, ля-бемоль и ре-бемоль.

Многие учёные связывают происхождение неаполитанской гармонии с фригийским ладом, когда-то составлявшим единое целое с другими модальными ладами, в данном случае, с эолийским (предшественником минора) или ионийским (предшественником мажора). В разных языках бытуют названия, связанные с модальным её генезисом: «фригийский секстаккорд», «фригийское трезвучие», «фригийский аккорд», «фригийская субдоминанта» и т.п. Неаполитанская гармония практически никогда не возникает альтерационным путём, а прямо сопоставляется с диатоническими аккордами минора. Ю. Н. Холопов считает альтерационную трактовку неаполитанской гармонии «давней теоретической ошибкой».
В аналитической разметке неаполитанская гармония может обозначаться как Sn или N (где n/N = «неаполитанский»), либо более традиционно: ♭II (для трезвучия), ♭II6 (для секстаккорда). Неаполитанская гармония используется преимущественно в минорном ладу, так как благодаря своему мажорному звучанию она контрастирует с другими аккордами. Обычно разрешается в доминантовое трезвучие или в доминантсептаккорд.
Неаполитанский аккорд вошёл в употребление в эпоху барокко, начиная с Алессандро Скарлатти (отсюда «неаполитанский»). Им широко пользуются А. Вивальди (например, в цикле скрипичных концертов «Времена года») и И. С. Бах («Страсти по Матфею», Kyrie из Мессы h-moll, Прелюдия es-moll из I тома ХТК, кульминация Пассакалии c-moll, BWV 582 и мн. др.). Неаполитанский секстаккорд встречается в музыке венских классиков (например, в «Лунной сонате» Л. ван Бетховена), западноевропейских романтиков (Ф. Лист. Годы странствий II: Мыслитель [в коде]), русских композиторов XIX века.